# Mala Pijaca, Banatul de Nord
Mala Pijaca (maghiară Kispiac) este o localitate în Districtul Banatul de Nord, Voivodina, Serbia.

## Legături externe
- hu  Istorie Arhivat în 23 iulie 2009, la Wayback Machine.

1. ↑  , Republicki geodetski zavod[*] http://web.archive.org/web/20160530172604/http://www.rgz.gov.rs/upload/web/Spisak%20KO-20150521.zip, arhivat din original la 30 mai 2016 Lipsește sau este vid: |title= (ajutor)